# Lupinus saxosus
Lupinus saxosus är en ärtväxtart som beskrevs av Howell. Lupinus saxosus ingår i släktet lupiner, och familjen ärtväxter. Inga underarter finns listade i Catalogue of Life.